# Teafuone
Teafuone ist eine kleine Riffinsel im westlichen Riffsaum des Atolls Nukufetau im Inselstaat Tuvalu.

## Geographie
Teafuone liegt zusammen mit Sakalua im westlichen Riffsaum des Atolls und relativ weit im Inneren des Riffsaums. Damit liegt sie sowohl zentral im Atoll als auch zwischen dem Teafatule Narrow Deep Pass im Nordwesten des Atolls und dem Teafua Pass (Te Ava Lasi) im Westen.